# Ziziphus timoriensis
Ziziphus timoriensis är en brakvedsväxtart som beskrevs av Dc.. Ziziphus timoriensis ingår i släktet Ziziphus och familjen brakvedsväxter. Inga underarter finns listade i Catalogue of Life.